# مارتن كليفورد
مارتن كليفورد (1624-1677)، كاتب وأديب إنجليزي، تولى إدارة مدرسة مدرسة تشارترهاوس [الإنجليزية].

## حياته
تلقى مارتن تعليمه في مدرسة وستمنستر، وفي عام 1640 التحق بكلية ترينيتي في كامبريدج، وتخرج منها بشهادة بكالوريوس بعد ثلاث سنوات. في عهد استرداد الملكية حوالي العام 1660 حظي كليفورد بدعم من النبلاء ورجال الحاشية، وعينه دوق باكنغهام جورج فليرز مع صموئيل بتلر وتوماس سبرات في إنتاج مسرحية البروفة (مسرحية) [الإنجليزية] للكاتب جون درايدن. بعدها هاجم كليفورد جون داريدن في سلسلة من الرسائل (نشرت بعد فترة طويلة من وفاته)، لم يرد عليها درايدن.
في عام 1671، انتخب مديرا لمدرسة تشارتر هاوس، وهو منصب يفترض أنه مدين به لتأثيره في قصر باكنغهام.
توفي في 10 ديسمبر عام 1677، ودفن في كنيسة سانت مارغاريت في وست منستر [الإنجليزية].

## أعماله
نشر كليفورد عام 1674 أطروحة ماجستير بعنوان «أطروحة عن العقل الإنساني» (بالإنجليزية: A Treatise of Humane Reason)‏ طبعت في العام التالي دون ذكر اسم الكاتب، وأعيد طبعها في عام 1691 مع اسم المؤلف.